# Vårdnadstvist
Vårdnadstvist är en rättslig process som kan leda till att domstolen reglerar vårdnaden åt föräldrar. Den uppkommer när två föräldrar inte kan enas om vem som ska ha vårdnaden för deras gemensamma barn. Beslut i vårdnadstvister fattas i domstol. Domstolen kan ge uppdrag till socialnämnden att göra en social utredning och lämna ett förslag till beslut. Viktig i sammanhanget är att barn numera har rätt till ett eget juridiskt målsägarbiträde inför och under sådana förhandlingar i domstolarna. Domstolen tar in socialnämndens, alternativt barnens målsägarbiträdes  förslag till beslut, i sin bedömning men kan också besluta enligt föräldrars överenskommelse om vårdnad.  

## Bakgrund
Separationer och vårdnadstvister mellan föräldrar är förhållandevis vanligt i Sverige. Ca en fjärdedel av barn under 18 år har föräldrar som inte bor tillsammans. I Sverige berörs ca 60 000 barn av separationer mellan föräldrar årligen. Av dessa separation, leder ca 7000 fall årligen till avgjorda mål i vårdnadstvister. I vårdnadstvister utfaller ensam vårdnad i 46% av fallen till mödrar, medan andel fader som får vårdnad är i 21%. Detta kan ha förklaring i hur ansvar för barnet och barnets relation till sina föräldrar ser ut vilket är något som beaktas i tvisten. Barnet har samtidigt rätt till en god och nära relation till båda sina föräldrar. I 33% av fallen döms till gemensam vårdnad (2014 års vårdnadsutredning). I 15 % tillfaller  vårdnaden någon annan person än föräldrarna. Detta kan röra sig om fall där barnet behöver få en särskild förordnad vårdnadshavare pga att föräldrar inte kan utöva vårdnaden pga att de är frånvarande av olika skäl eller är för sjuka för att klara att utöva vårdnad (2014 års vårdnadsutredning).

## Juridik
Huvudregeln i vårdnadstvister (6 kap. 2 och 3 §§ föräldrabalken) är att föräldrarna ska ha gemensam vårdnad. Står barnet under vårdnad av en eller båda föräldrarna, och vill någon av dem få ändring i vårdnaden, skall rätten besluta att vårdnaden skall vara gemensam eller anförtro vårdnaden åt en av föräldrarna. Vid bedömningen av om vårdnaden skall vara gemensam eller anförtros åt en av föräldrarna skall rätten fästa avseende särskilt vid föräldrarnas förmåga att samverka i frågor som rör barnet. Rätten får inte besluta om gemensam vårdnad, om båda föräldrarna motsätter sig det enligt 6 kap. 5 § FB. Vid valet av vårdnadshavare för ett 13-årigt barn har hänsyn tagits till barnets bestämda vilja i NJA s. 398. Anmälan enligt 4 § andra st om gemensam vårdnad för föräldrar som inte är gifta med varandra prövas av Skatteverket. Anmälan skall göras skriftligen av båda föräldrarna. Anmälan enligt 4 § andra stycket 2 görs hos Skatteverket eller Försäkringskassan. Beslut av Skatteverket får överklagas hos den förvaltningsrätt inom vars domkrets barnet är folkbokfört vid tidpunkten för beslutet. Prövningstillstånd krävs vid överklagande till kammarrätten.